# Attentat du 20 mai 1978 à Orly
L'attentat du 20 mai 1978 à Orly, parfois appelé Opération Abbassieh, est une tentative de tuerie de masse fomentée par des militants de la cause palestinienne dans le contexte du conflit israélo-palestinien. Survenue dans la zone d'embarquement de l'aérogare sud de l'aéroport d'Orly et ciblant spécifiquement les voyageurs à destination d'Israël, l'attaque échoue grâce à l'intervention des forces de sécurité qui se trouvent en sécurisation permanente sur le site. Cet attentat fait néanmoins deux morts parmi les policiers et cinq blessés, ainsi que les trois terroristes abattus.

## Contexte international
L'attentat survient dans le contexte du conflit israélo-palestinien et plus particulièrement quelques semaines après le début de l'opération Litani au cours de laquelle le sud du Liban est investi par les forces armées israéliennes pour y créer une « zone de sécurité », ce territoire servant régulièrement de base arrière aux combattants palestiniens pour réaliser des incursions en Israël. Le 17 mars 1978, la ville d'Abbassieh (en) est bombardée alors que les belligérants sont encore mêlés à la population civile : on relève 125 morts dont 80 dans la mosquée où beaucoup avaient trouvé refuge (prétexte qui sera utilisé pour l'attentat). L'Organisation des Nations unies (ONU) envoie dès lors une force d'interposition : la Force intérimaire des Nations unies au Liban (FINUL), composée de parachutistes français. Les combats engagés entre les militaires français et les combattants palestiniens placent la France dans le viseur du terrorisme pro-palestinien.

## Déroulement
Vers 15 h 30, trois terroristes militants de la cause palestinienne se présentent dans la zone d'embarquement de la salle no 30 située dans l'aérogare sud de l'aéroport d'Orly, où de nombreux voyageurs attendent de rejoindre Tel-Aviv par le vol 324 de la compagnie israélienne El Al, assuré par un Boeing 707. Or, cette zone ayant déjà été ciblée par des attaques terroristes[Quand ?], bénéficie d'une sécurisation renforcée par deux sections des Compagnies républicaines de sécurité (CRS), chargées de surveiller le flux des passagers et de contrôler leurs bagages. Lorsque les terroristes se manifestent dans la zone de contrôle, leurs attitudes suspectes[pas clair] attirent l'attention des policiers et du service de sécurité israélien présent dans l'aérogare. Une fusillade éclate lorsque les terroristes exhibent de façon soudaine les armes automatiques qu'ils dissimulaient dans leurs bagages. Les trois terroristes sont abattus, mais les échanges de tirs font plusieurs victimes. Au regard de l'armement utilisé, la rapidité et l'efficacité de la riposte policière en a cependant sérieusement limité le nombre, ce que la presse israélienne n'a pas manqué de souligner.

## Victimes
Au terme de la fusillade, les policiers constatent le décès d'un brigadier-chef de la CRS N°31 de Darnétal, Paul Jean, cinquante-cinq ans, marié et père de quatre enfants. Cinq jours plus tard, un brigadier-chef de la CRS no 40 de Plombières-lès-Dijon, Raymond Thibert, quarante-neuf ans, marié et père de six enfants, meurt à son tour des suites de graves blessures par balles,. Cinq autres personnes dont une hôtesse de l'air de la compagnie El Al et quatre passagers de nationalité française ont été blessés par des projectiles.

## Revendication
L'attentat, baptisé « Opération Abbassieh » (du nom de la ville bombardée), est revendiqué par communiqué depuis Beyrouth par une déclinaison inconnue du Front populaire de libération de la Palestine : les Fils du Sud Liban. Ils dénoncent l'invasion du Liban par Israël mais menacent également la France en ces termes : « Nous avons choisi Paris pour notre première opération, pour rappeler au gouvernement français son passé colonialiste, d'autant plus que nous constatons ces jours-ci une nette tendance à ressusciter ce passé par des interventions directes au Sahara occidental, au Tchad, au Zaïre et, demain, au Liban. ».

## Enquête
L'enquête sur l'origine de cet attentat est confiée à la brigade criminelle de la préfecture de police. Elle révèle que les terroristes ont pu gagner la zone internationale de l'aéroport munis de faux documents d'identité tunisiens. Fiché par les services de renseignements français comme étant un activiste libanais du Parti d'action socialiste arabe, l'un d'eux est formellement identifié comme étant Mahmoud Awada, vingt-cinq ans. Originaire de Zawtar El Charkiyeh (en), ses parents ont par ailleurs reçu un communiqué déclarant que leur fils était « tombé au champ d'honneur à Orly ». Il était également identifié comme faisant partie du commando à l'origine de l'assassinat en 1976 de l'ambassadeur américain au Liban Francis E. Meloy, Jr. Les terroristes transportaient une bombe factice, des grenades offensives soviétiques et des récents pistolets mitrailleurs de la marque italienne Beretta. Après avoir passé le premier check-point, ils se seraient sentis suivis par le service de sécurité et auraient décidé de précipiter leur action.

## Les prémices du plan Vigipirate
Le 7 février de cette même année voit la production d'une circulaire interministérielle toujours classée « confidentiel défense » émanant du secrétariat générale de la défense nationale (SGDN) qui prévoit une extension considérable des pouvoirs des autorités civiles de police sans se substituer aux autorités militaires. Il s'agit du Plan gouvernemental de vigilance, de protection et de prévention face aux menaces d'actions terroristes. Ce plan ne sera déclenché pour la première fois qu'en 1986 à l'initiative de Charles Pasqua.